# Anua cameronis
Anua cameronis là một loài bướm đêm trong họ Erebidae.